# Girolamo Alibrandi
Girolamo Alibrandi ou Raffaello da Messina (Messine, 1470 – 1524) est un peintre italien sicilien de la haute Renaissance, actif à la fin du XVe et dans le premier quart du XVIe siècle.

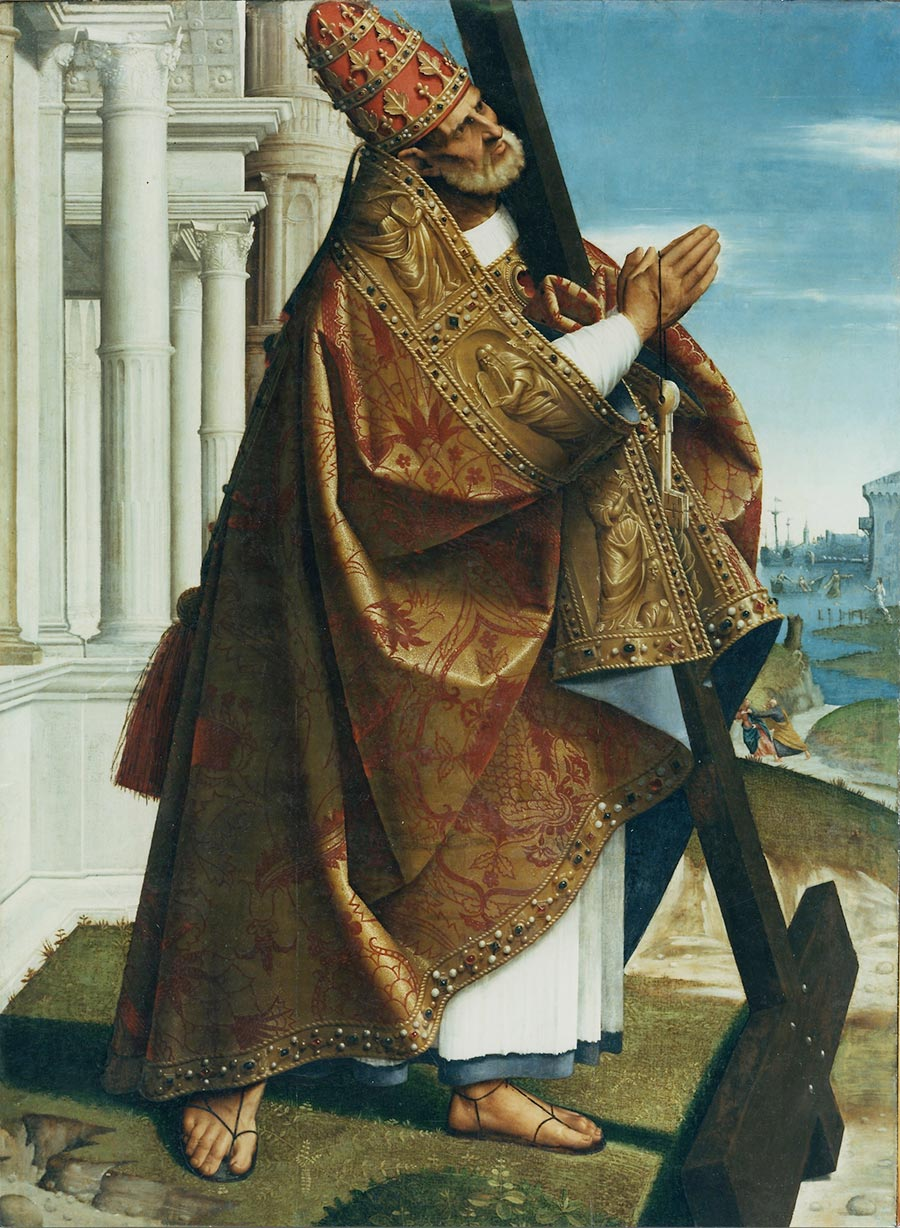
Saint Pierre
Museo regionale de Messine.

## Biographie
Peintre de Messine, dont il reste peu d'œuvres, Girolamo Alibrandi est intéressant comme témoin de la diffusion de la culture picturale de Léonard de Vinci et de Raphaël en Sicile.

## Œuvres
- Vierge à l'Enfant (1516), église San Stefano Moyen, Messine
- Présentation au Temple (1519), musée national de Messine
- Saint Pierre, Museo regionale de Messine
- Scene della Sacra Famiglia e della vita di Gesù, duomo  San Giorgio, Modica

## Sources
- (it) Cet article est partiellement ou en totalité issu de l’article de Wikipédia en italien intitulé « Girolamo Alibrandi » (voir la liste des auteurs).